# Nola elsa
Nola elsa är en fjärilsart som beskrevs av William Schaus 1921. Nola elsa ingår i släktet Nola och familjen trågspinnare. Inga underarter finns listade i Catalogue of Life.